# Beverstedt
Beverstedt är en kommun och ort i Landkreis Cuxhaven i förbundslandet Niedersachsen i Tyskland.
Kommunen bildades 1 november 2011 genom en sammanslagning av de tidigare kommunerna Appeln, Bokel, Frelsdorf, Heerstedt, Hollen, Kirchwistedt, Lunestedt och Stubben med Beverstedt.